# 塞乌洛
塞乌洛（義大利語：Seulo），是意大利撒丁大区南撒丁省的一个市镇。总面积58.86平方公里，人口912人，人口密度15.5人/平方公里（2009年）。ISTAT代码为092121。